# Jerry Bona
Jerry Lloyd Bona (nacido el 5 de febrero de 1945) es un matemático estadounidense, conocido por su trabajo en mecánica de fluidos, ecuaciones en derivadas parciales, y matemática computacional, es además un científico activo en otras áreas de matemática pura y aplicada.
Bona recibió su Ph.D. en 1971 de la Universidad de Harvard bajo la supervisión de Garrett Birkhoff y trabajó desde 1970 hasta 1972 en el Fluid Mechanics Research Institute de la Universidad de Essex, donde conjuntamente con Brooke Benjamin y J. J. Mahony, publicaron sobre Model Equations for Long Waves in Non-linear Dispersive Systems, modelo comúnmente conocido como la ecuación de Benjamin–Bona–Mahony (ecuación BBM). Es probablemente también conocido por su frase sobre expresiones equivalentes del Axioma de Elección: “El Axioma de Elección es obviamente verdadero, el Principio del Buen Orden es obviamente falso; ¿y quién puede decir algo sobre el Lema de Zorn?"
Jerry Bona ha trabajado en la Universidad de Chicago, Universidad Estatal de Pensilvania, Universidad de Texas en Austin y es profesor de Matemáticas en la Universidad de Illinois en Chicago. En 2012 llegó a ser un fellow de la Sociedad Estadounidense de Matemática. En 2013 fue nombrado fellow de la Society for Industrial and Applied Mathematics.